# 許智傑
許 智傑（きょ ちけつ、シュー ジージエー、1966年〈民国55年〉1月5日 - ）は、中華民国（台湾）の政治家。民主進歩党所属の立法委員。

## 経歴
2001年の高雄県議員選挙に初当選した。
2004年の第6回立法委員選挙で陳啓昱の選挙対策責任者を務めた。
2005年、民進党から鳳山市長選挙に出馬し、翌年の選挙の結果3000票の僅差で当選した。
2010年、高雄市長の陳菊から鳳山区長に任命された。
2011年3月1日、翌年の第8回立法委員選挙に高雄市第八選挙区から出馬するため鳳山区長を辞職し、選挙の結果国民党候補を14000票以上の大差で破り当選した。2016年の第9回立法委員選挙では国民党候補を5万票以上の大差で破り当選した。2020年の第10回立法委員選挙でも再選された。
2024年の第11回立法委員選挙でも、国民党候補を破り、再選に成功した。

## 選挙記録
| 年度 | 選挙                 | 選挙区           | 所属政党   | 得票数  | 得票率 | 当選       | 注釈 |
| ---- | -------------------- | ---------------- | ---------- | ------- | ------ | ---------- | ---- |
| 2002 | 第15回高雄県議員選挙 | 第一選挙区       | 民主進歩党 | 5,210   | 4.91%  |            |      |
| 2005 | 第10回鳳山市長選挙   | 高雄県鳳山市     | 民主進歩党 | 67,405  | 47.73% |            |      |
| 2012 | 第8回立法委員選挙    | 高雄市第八選挙区 | 民主進歩党 | 104,292 | 51.96% |            |      |
| 2016 | 第9回立法委員選挙    | 高雄市第八選挙区 | 民主進歩党 | 110,276 | 59.13% |            |      |
| 2020 | 第10回立法委員選挙   | 高雄市第七選挙区 | 民主進歩党 | 114,998 | 51.10% | 選挙名変更 |      |
| 2024 | 第11回立法委員選挙   | 高雄市第七選挙区 | 民主進歩党 | 109,484 | 52.65% |            |      |